# Magneto (Comicfigur)

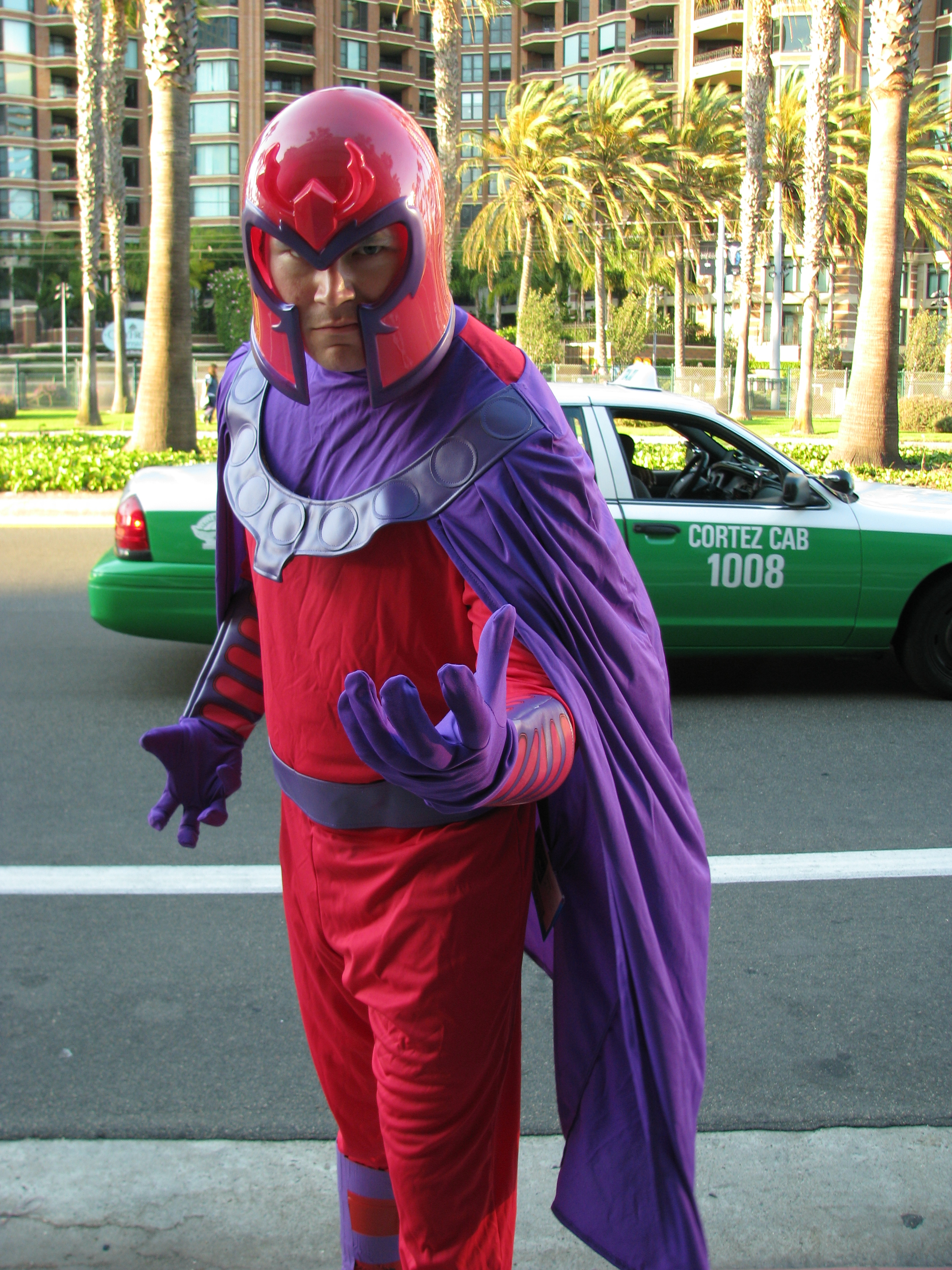
Ein als Magneto verkleideter Cosplayer

Magneto ist eine Comicfigur des US-amerikanischen Verlages Marvel Comics. Es handelt sich um einen Superschurken, der meist als Gegner der Truppe X-Men in Erscheinung tritt, aber auch Elemente eines tragischen Helden hat. Geschaffen wurde die Figur von den Autoren Stan Lee und Jack Kirby. Seinen ersten Auftritt hatte Magneto im September 1963 im Comic X-Men #1.

## Die Figur des Magneto
Magneto ist ein Mutant, der die Fähigkeit hat, Magnetfelder zu erzeugen. Im Marvel-Universum trägt er den Spitznamen „Meister des Magnetismus“, der mit seinen Kräften u. a. Metall verbiegen, elektromagnetische Pulse schießen, Kraftfelder erzeugen und durch die Luft fliegen kann. Zudem kann er Menschen seinen Willen aufzwingen, indem er das Eisen in den roten Blutkörperchen kontrolliert, und jede auf Elektrizität beruhende Technologie manipulieren. Magneto trägt einen eimerförmigen Helm, der ihn immun gegen jede Art von Gedankenkontrolle macht, die Superkraft seines Erzfeindes Professor X.
Magnetos wahrer Name ist Max Eisenhardt. Er ist ein deutscher Jude, der während des Zweiten Weltkrieges mit seiner Familie im Zuge des Holocaust nach Polen ins Konzentrationslager Auschwitz verschleppt wurde. Seine Familie wurde ermordet, doch Eisenhardt gelang unter dem Tarnnamen „Magnus“ mit einem Sinti-Mädchen namens Magda die Flucht. Sie wurden in einem osteuropäischen Dorf sesshaft und hatten eine Tochter namens Anya, doch als sich erstmals seine Magnetkräfte manifestierten, wurden sie fast von einem wütenden Mob gelyncht. Anya wurde getötet, und in Notwehr zerstörte Eisenhardt das halbe Dorf, so dass ihn Magda voller Angst verließ. Ohne sein Wissen brachte sie seine Zwillinge auf die Welt, die Hexe Scarlet Witch und den superschnellen Quicksilver, die nach ihrem Tod von einer freundlichen Roma-Familie namens Maximoff adoptiert wurden. Verbittert flüchtete Eisenhardt in den neu gegründeten Staat Israel und nahm die Tarnidentität des sinto-polnischen Flüchtlings „Erik Lehnsherr“ an. Dort traf er den US-amerikanischen Mutanten Charles Xavier (Professor X), der zunächst sein bester Freund, schnell aber zu seinem Erzfeind wurde. Während das Holocaustopfer Eisenhardt die Menschheit als „Barbarenrasse“ verabscheute, glaubte Xavier, ein überzeugter Pazifist, an die friedliche Koexistenz zwischen Menschen und Mutanten. Zwischen ihnen kam es zum Bruch, so dass Magneto die Mutanten-Terrorgruppe Bruderschaft der bösen Mutanten gründete, und Professor X im Gegenzug das Mutanten-Heldenteam X-Men. Scarlet Witch und Quicksilver wurden Magnetos erste Rekruten, ohne dass sie von ihrer Verwandtschaft ahnten.
Magneto ist ein erklärter Rassist, der von der Überlegenheit der mutierten „Homo Superior“ überzeugt ist und die Menschheit als minderwertige „Homo Sapiens“ verabscheut. Er ist ein beständiger Erzfeind der X-Men und der Rächer. Doch wenn es gegen Superschurken mit Nazi-Ideologie geht (z. B. Red Skull), kämpft Magneto auch gegen den gemeinsamen Gegner. Im Gegensatz zu anderen Superschurken wie Lex Luthor oder dem Joker handelt er nicht aus niederen Motiven, sondern wird stets von seinen Alpträumen an das Konzentrationslager Auschwitz heimgesucht. Als er im Kampf gegen die X-Men fast die jüdische Superheldin Kitty Pryde umbringt, traumatisiert ihn das so stark, dass er sofort flüchtet (1981). Seitdem 1983 die Verwandtschaft zwischen Magneto, Scarlet Witch und Quicksilver etabliert wurde, wurde zunehmend Magnetos Rolle als tragischer Antiheld betont, so dass er für einige Zeit die Seiten wechselte und in Abwesenheit von Professor X sogar die X-Men übernahm. Zudem wurde er Herrscher des fiktiven Staates Genosha. Doch seit den 1990er-Jahren wurde Magneto hauptsächlich wieder als Superschurke interpretiert. 2002 verfasste Autor Grant Morrison eine Geschichte, in der Magneto unter der Tarnidentität eines chinesischen Mutanten namens Xorn unter Einfluss der fiktiven Droge Kick New York City verwüstet und zu einem Massenmörder wird, bis er selbst von den X-Men getötet wird. Diese Storyline, die kurz nach den Terroranschlägen am 11. September 2001 veröffentlicht wurde, wurde trotz guter Kritiken von Marvel Comics rückgängig gemacht: Es wurde etabliert, dass nicht Magneto so getan hatte, als sei er Xorn, sondern Xorn so getan hätte, als sei er Magneto, und der wahre Magneto nie mit Morrisons Geschichte zu tun gehabt hatte. Im Jahr 2003 wurde zudem enthüllt, dass die Superheldin Polaris, die ebenfalls Magnetkräfte hat, seine uneheliche Tochter ist. In der vierteiligen Comicserie Magneto (2014) ist Magneto ein verbitterter einsamer Mann, der von der Gegenwart enttäuscht und von der Vergangenheit geplagt wird. Auf verhängnisvolle Weise fasst er neuen Lebensmut, indem er die fortwährende Jagd auf Mutanten im Marvel-Universum zum Anlass nimmt, Selbstjustiz zu verüben und blutige Rache an den verantwortlichen Militärs, Wissenschaftlern und Terroristen zu nehmen.

## Hintergrund
Magnetos erster Auftritt war in X-Men #1 (September 1963). Laut IGN waren seine Kräfte am Anfang nicht beeindruckend und seine Motivationen schwach. Unter Chris Claremont in den frühen 1980er-Jahren wurde seine Geschichte als Überlebender des Holocaust hinzugefügt. Claremont meinte: „Dies erlaubte es mir, ihn zu einer tragischen Figur umzuwandeln, der sein Volk retten wollte. Ich hatte etwa 200 Comics Zeit, um zu untersuchen, ob er sich rehabilitieren konnte wie Menachem Begin, der von den Briten 1945 als Terrorist gejagt wurde und 1978 den Nobelpreis gewann.“ Der jüdischstämmige Stan Lee kommentierte: „Ich habe Magneto nie für einen Schurken gehalten. Er wollte nur die Heuchler und Rassisten angreifen, sein eigenes Volk beschützen und sich an der Gesellschaft rächen, die ihn verraten hatte. Magneto war natürlich eine Gefahr, aber ich hielt ihn nie für einen Schurken.“ Zudem plante Lee anfangs, dass Magneto der Bruder von Professor X sei.
Innerhalb der Comics waren lange Zeit weder Name noch Herkunft von Magneto eindeutig. In den Comics der 1960er- und 1970er-Jahre lautete sein Vorname „Magnus“, eine Anspielung auf seine Magnetkräfte, was später zu „Erik Lehnsherr“ geändert wurde. Unter Claremont wurde in den 1980er-Jahren seine Vergangenheit als Holocaustüberlebender dargelegt, wobei unklar war, ob er ein Sinto oder ein Jude war. Einerseits wurde enttarnt, dass Magneto in Auschwitz ein Sonderkommando war, was ihn als Juden kennzeichnen würde, andererseits stellte ihn der Comic X-Men Unlimited #2 (1993) von Fabian Nicieza als den Sinto „Erik Lehnsherr“ aus dem polnischen Gdańsk dar. Dies erschien plausibel, da seine Kinder Scarlet Witch und Quicksilver ebenfalls zu dieser Volksgruppe gehören. Aber alles wurde 1998 im Comic X-Men (vol. 2) #72 von Joe Kelly rückgängig gemacht: Magneto tötete hierbei den Passfälscher, der ihm einst eine falsche Identität des „Erik Lehnsherr“ erschaffen hatte. Im Jahre 2008 erschien der Comic X-Men: Magneto Testament von Greg Pak, in dem Pak Magnetos Kindheit von 1939 bis 1945 erzählte. Hierbei bezog er sich auf Biografien von Holocaustüberlebenden sowie dem Holocaustcomic Maus – Die Geschichte eines Überlebenden von Art Spiegelman. Innerhalb der Comics wurde festgelegt, dass Magneto ein deutscher Jude namens Max Eisenhardt war und dass die Interpretationen aus früheren Geschichten (als „Magnus“ bzw. als Sinto polnischer Abstammung mit dem Namen „Erik Lehnsherr“) allesamt Tarnidentitäten gewesen seien.
Häufig wird die Rivalität zwischen dem militanten Magneto und dem pazifistischen Professor X mit dem angespannten Verhältnis zwischen den beiden afroamerikanischen Bürgerrechtlern Malcolm X und Martin Luther King verglichen, wobei IGN feststellt, dass Magneto ein „misshandeltes Kind ist, das wiederum andere Kinder schlägt“, während Professor X das Privileg einer glücklichen Kindheit besaß. Aufgrund Magnetos Rolle als Holocaustüberlebender und seiner jüdischen Herkunft sind politische Interpretationen zum Thema Israel naheliegend. Die israelische Haaretz kommentierte, dass Magneto die „extreme Rechte in Israel“ repräsentiere, und verglich ihn mit dem radikalen Zionisten Meir Kahane sowie seine Bruderschaft der Mutanten mit der Jewish Defense League. Der Algemeiner, ein amerikanisch-jüdisches Blatt, stellte fest, dass Magneto „ein äußerst cooler Schurke“ sei und viele Israelis mit seinem Schicksal als Holocaustopfer mitfühlen können, ohne aber zu denselben Schlüssen (Vernichtung aller Feinde) zu kommen. Zudem strichen sie heraus, dass der Kampfschrei von Magnetos Bruderschaft von „Niemals Vergessen!“ (dem Slogan des Holocaustgedenkens) in neuen Interpretationen zu „Nie Wieder!“ (dem Slogan der JDL) wurde. IGN ernannte Magneto aufgrund seines „komplexen, nuancierten, herzzerreißenden, aber trotzdem völlig bösartigen Charakters“ zum größten Superschurken der Comicgeschichte.
Magneto erscheint seit 1963 regelmäßig in allen Serien, die zum X-Men-Franchise gehören. Bisher sind folgende Solotitel erschienen:
- Magneto (1993), 1 Ausgabe[8]
- Magneto (1996-7), 4 Ausgaben[9]
- Magneto (2011), 1 Ausgabe[10]
- Magneto (2014), 4 Ausgaben[11]

## In anderen Medien
Magneto nimmt eine zentrale Rolle in den zeitgenössischen X-Men-Adaptionen ein, seien es animierte Fernsehserien, Videospiele oder die X-Men-Kinoreihe von 20th Century Fox. In den ersten drei Verfilmungen X-Men (2000), X-Men 2 (2003) sowie X-Men: Der letzte Widerstand (2006) übernahm Ian McKellen die Rolle. Zur Darstellung von Magnetos Außenseiterrolle griff McKellen auf seine eigene Lebenserfahrung zurück, da er als „homosexueller Mann selbst ein Mutant“ sei. Im Film X-Men: Erste Entscheidung (2011) übernahm Michael Fassbender diese Rolle. In X-Men: Zukunft ist Vergangenheit (2014), die Zeitreise beinhaltet, spielte Fassbender den jungen Magneto und McKellen die ältere Version. In X-Men: Apocalypse (2016) schlüpfte Fassbender wieder in die Rolle.
Die Rockgruppe Wings brachte 1975 auf der dem Album und der gleichnamigen Single Venus and Mars eine B-Seite mit dem Titel Magneto and Titanium Man heraus. Auf dem Cover ist eine Magneto-Zeichnung von Jack Kirby zu sehen, auch im Text finden sich diverse Verweise auf die Comicfigur. Hintergrund war, dass die Kinder von Wings-Leadsänger Paul McCartney die X-Men-Comics gerne lasen, wo Magneto oft vorkam.